# Livier de Marsal
Livier ou Livaire, né à Metz au début du Ve siècle, fut martyr à Marsal (Moselle) à cause de son opiniâtreté à défendre la ville de Metz et ses compatriotes lors de l'invasion des Huns.
Cependant, le Petit cartulaire de Saint-Arnould, document du Xe siècle, indique la date de 329 pour cet événement du martyre de saint Livier lors d'autres faits de guerre. En 451, les Huns allaient en effet de Metz à Orléans, et non vers Marsal qui est sur la route de Strasbourg.

## Vie
Livier est né dans le territoire de Metz, d'une famille noble messine. Il est le fils de Honstrand, seigneur du pays messin et de Guinarde de Gournay qui appartenait à l'une des plus anciennes familles de Metz. Il donna, durant sa vie, des preuves éclatantes de sa foi et de toutes les vertus chrétiennes.
Quand il eut dix-sept ans, le jeune Livier accompagna son père pour aller combattre les Barbares en Lombardie. Durant une bataille, ayant capturé deux chefs ennemis mais faisant preuve de mansuétude, il leur rendit la liberté à la fin des combats.
Il entreprit alors un pèlerinage vers Jérusalem. La légende dit qu'il épousa l'une des filles du roi d'Arménie avec qui il eut deux enfants.
Apprenant que les troupes d'Attila se dirigeaient vers l'ouest, il revint vers son pays natal.

### Combats

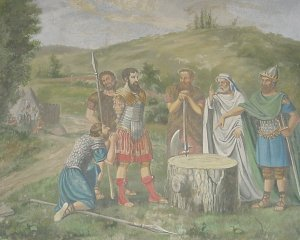
Mort de Livier.

À son retour, il apprit que ses deux parents étaient morts. Il prit alors la tête de l'armée messine vers l'an 450 alors que les troupes d'Attilla franchissaient le Rhin. Celles-ci tentèrent un premier siège de la ville de Metz, puis s'en allèrent ravager les villes de Toul, Dieuze et Scarpone.
Lorsque les Huns revinrent attaquer la ville de Metz, il combattit vaillamment pour la défense de sa patrie et de sa foi. Il tenta une ultime sortie avec une poignée de soldats et parvint à tuer un des chefs ennemis.
Mais les défenseurs  étaient largement inférieurs en nombre et la ville de Metz fut largement détruite, puisque seule subsista la chapelle Saint-Étienne (devenue la cathédrale de Metz).
Livier fut fait prisonnier sur le champ de bataille le 7 avril 451 et emmené par les ennemis jusqu'à Marsal dans leur camp du Haut-de-Saint-Jean.
Courageux guerrier, il ne craignait pas d'implorer les Barbares afin d'obtenir la grâce des prisonniers et la liberté des orphelins. Son engouement le porta un jour à menacer un chef barbare, au point de le frapper, si celui-ci ne rendait pas de suite une fille à sa mère éplorée. Le chef n'apprécia pas ce geste audacieux et ordonna la mise à mort par décapitation du valeureux défenseur messin.
Après plusieurs mois de sévices, le septième des calendes de décembre (24 décembre), il fut mené, enchaîné, sur le point le plus haut du mont Saint-Jean face à Marsal, où il eut la tête tranchée d'un coup de hache. Il fut mis à mort en ce lieu avec ses compagnons Purgence et Agence, pour n'avoir pas voulu renier le Christ — (ils sont fêtés le 25 novembre et le 17 juillet).
(48° 47′ 41″ N, 6° 34′ 43″ E).

## Culte
La légende raconte que sa tête ayant roulé sur le sol après le coup fatal, Livier la ramassa et fit quelques pas en la tenant dans ses mains. Il planta alors sa crosse dans le sol et elle devint le chêne de Saint-Livier que l'on admire sur le site de nos jours (ce chêne aurait été brûlé par la foudre). À l’endroit où il déposa sa tête, une source jaillit qui n’a jamais cessé de couler. Les Huns impressionnés par ce miracle se dispersèrent aussitôt et abandonnèrent leur campement de la côte Saint-Jean.
Les habitants de la vallée de la Seille vinrent procéder aux funérailles du martyr. Un tombeau fut élevé à l’endroit même et la dépouille du saint y fut déposée.
Il est dit que de nombreux miracles ne tardèrent pas à se produire à l’endroit de ce supplice et que le lieu devint rapidement l'objet d'un pèlerinage fort fréquenté.
La tradition veut que les Huns aient été punis pour cette sauvagerie, car à la suite de cet événement morbide, ils connurent une défaite.

### Reliques

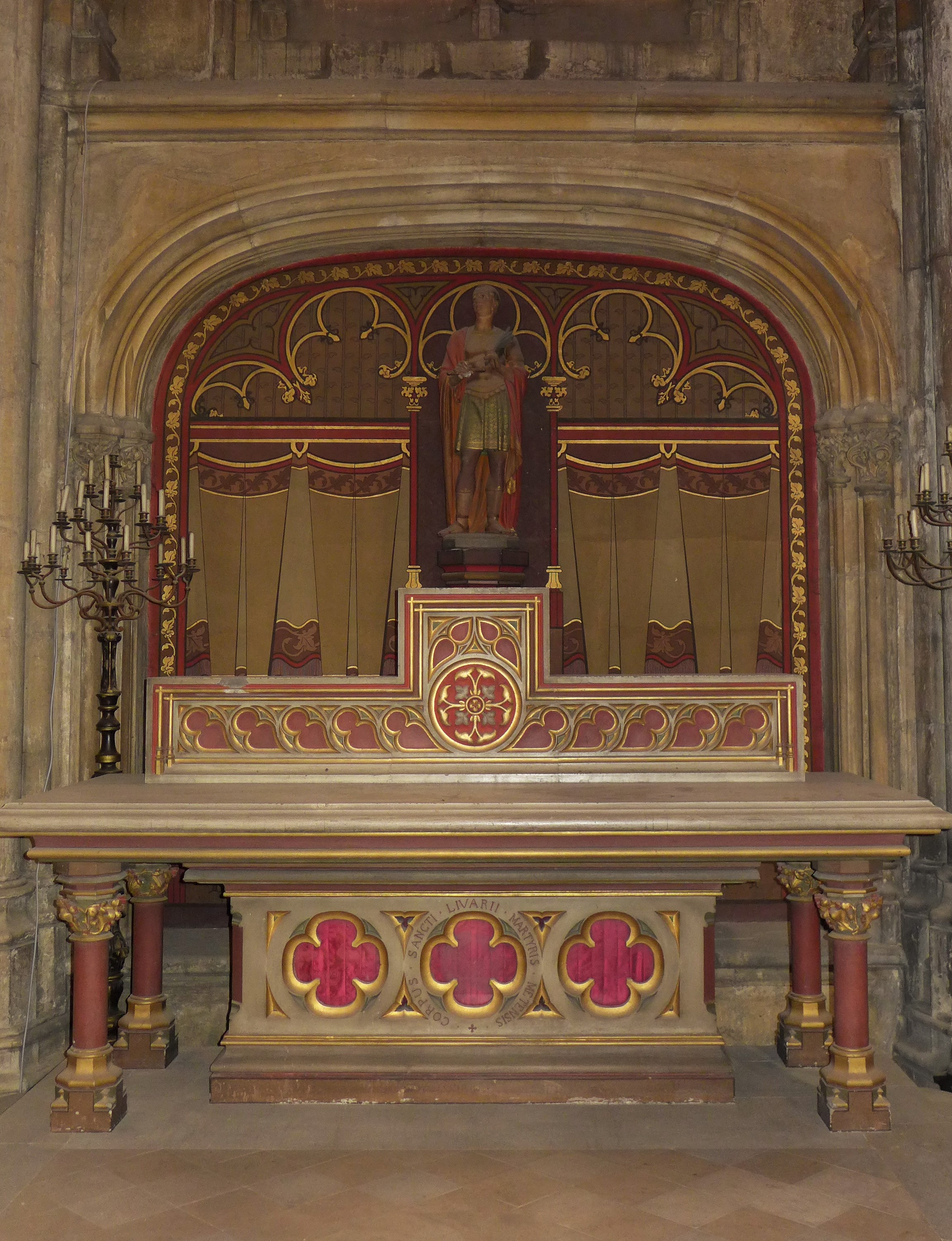
Autel de la chapelle Saint-Livier dans la cathédrale Saint-Étienne de Metz, portant des reliques du saint dans la base.

Sur la fin du Xe siècle, Théodoric - ou Thierry - Ier, évêque de Metz, décida de transférer le corps du bienheureux martyr. Devant l'émoi des habitants, l'évêque décida de laisser une partie des restes au mont Saint-Jean. Ceux-ci seront transférés à Verdun lors des troubles de la guerre de Trente Ans puis rendus au diocèse de Metz au XIXe siècle.
Les fragments prélevés par Théodoric furent déposés à l'abbaye Saint-Vincent, qui venait d'être fondée. Il fut ensuite porté dans l'église de Saint-Polyeucte, qui prit le nom de Saint-Livier, à l'exception de quelques petits ossements qui demeurèrent à Saint-Vincent. Ces restes vénérés disparurent lors de la Révolution française ; l’église Saint-Livier de Metz n'existe plus (il n'en reste que des ruines dans le quartier du Pontiffroy) ; mais des fragments du corps du martyr auraient été conservés[Quand ?] par des fidèles qui les remirent ensuite à l'évêché. Une partie de ces reliques sont aujourd'hui conservées dans la chapelle Saint-Livier de la cathédrale de Metz.

### Chapelle Saint-Livier
L'enlèvement des reliques de saint Livier, du lieu qu'il avait consacré par son martyre et où, pendant cinq siècles, il avait reposé, n'a pas fait cesser le culte que les peuples lui rendaient.
Des fidèles de la contrée ont ainsi continué à vénérer le sol où avait coulé le sang du confesseur et que les cendres avaient rendu saint.
De nombreux miracles ne tardèrent pas à s’opérer dans ce lieu et les peuples accoururent de loin pour honorer sa mémoire et prier sur son tombeau.
Le duc Henri II le Bon (1563-1624) y vint lui-même prier et, s’humectant les yeux avec l’eau de la source, fut guéri des maux dont il souffrait. En reconnaissance, il fit aménager une fontaine sous une voûte souterraine.
À la même époque, en 1623, Jean de Gombervaux, abbé de Salival, fit construire la chapelle que nous connaissons. Elle fut restaurée à de nombreuses reprises.
Plusieurs morceaux du corps de saint Livier sont d'ailleurs retournés dans la chapelle. Plus tard, l'abbé Germain, vicaire général de Metz, né à Marsal, a obtenu[réf. nécessaire] pour l'église de cette paroisse, une relique du saint martyr qu'il a placé dans un beau reliquaire et remis lui-même, en cérémonie, à l'abbé Humbert, curé de Marsal à l'époque. Le maître-autel de l'église paroissiale de Contz-les-Bains contient des reliques du saint.
Un pèlerinage a lieu chaque année à la chapelle Saint-Livier (48° 47′ 55″ N, 6° 34′ 45″ E), le premier dimanche qui suit le 17 juillet.

## Hagiographie
D'après Roger Wadier, les chercheurs ont recensé une soixantaine de légendes de saints céphalophores – qui portent leur tête – sur l'ensemble du territoire lorrain. On peut par exemple citer saint Élophe à Soulosse-sous-Saint-Élophe ou sainte Libaire à Grand. La source et le lieu en hauteur sont également des éléments caractéristiques de ces récits.
Pour Roger Wadier, ceux-ci auraient une origine celte. Ils résulteraient de l'assimilation, par les premiers chrétiens de la région, de légendes beaucoup plus anciennes. On retrouve par exemple un récit similaire  dans la mythologie celtique irlandaise, lors de l'affrontement du géant Uath, par Cúchulainn dans le cycle d'Ulster.

## Liens
- Notices d'autorité :   - VIAF
  - IdRef